# Phare de la pointe d'Agon
Le phare de la pointe d'Agon, situé sur la commune d’Agon-Coutainville, est un feu de signalisation maritime de la Manche.
Avant le XVe siècle, c’est l’église Saint-Évroult d’Agon-Coutainville et son enduit à la chaux de teinte blanche, qui sert d’amer à la navigation,. Durant le XVIIe siècle, c’est le phare (tour à feux) de Regnéville-sur-Mer qui sert à la navigation dans l’estuaire de la Sienne, la pointe d’Agon n’existant pas encore complètement. Le port de Régnéville était un des ports les plus importants du Cotentin, grâce aux échanges avec les îles anglo-normandes et les foires d’Agon et de Montmartin.
La construction du phare fut décidée en 1848 pour guider les marins vers le port lors des nuits sans lune. Il fut lié au trafic annuel de plus de trois cents navires tant français, anglais que norvégiens. L’établissement d’un phare à cet endroit fut décidé en 1848. Il est construit sur un ancien fort de 1747 figurant sur la carte de Cassini, qui servait à défendre l'entrée des havres de Regnéville et qui fut détruit par les marées en 1776.
Le phare est inauguré dès 1856 à quelques dizaines de mètres de la mer. Construit en moellons et pierres de taille du pays, couvert de zinc pour résister au vent, il assure depuis 1856 le repérage pour les marins. L’emplacement du phare, entre terre et mer, étant peu commune, la communication était difficile. C'est pourquoi il fut nécessaire d’y adjoindre une habitation pour loger un gardien.
Selon un témoignage du capitaine Le Roi du début du XXe siècle la pointe d'Agon s'est étendue vers le sud. Désormais, cette maison-phare ouverte dans le cadre de certaines visites guidées ou expositions, se trouve à plus d'un kilomètre de la passe maritime. Il est classifié comme un feu et non comme un phare.
Pour alimenter le phare, quatre cellules de panneaux solaires sont installées en 1985. C’est le premier phare de France septentrionale qui reçoit une technologie liée à l’énergie solaire. Même si sa fonction première n’est plus la même, le phare est toujours actif aujourd’hui. Sa porté est comprise entre 7 et 10 milles. Son feu est à 2 occlusions toutes les 5 secondes (un éclair long suivi d'un éclair court) et blanc avec un secteur rouge vers l'ouest.
En décembre 2018, la majeure partie de la toiture en zinc du phare est volée,. Celle-ci est remplacée en novembre 2019.
Point de repère des plaisanciers, pêcheurs ou promeneurs, le phare est aujourd’hui une destination prisée pour la pratique de la randonnée pédestre, avec le passage du sentier de grande randonnée 223.
Le phare appartient à la subdivision phares et balises Manche, qui dépend de la Direction inter-régionale de la mer (DIRM) Manche Est-mer du Nord.